# Nikolaus von Below (General, 1855)

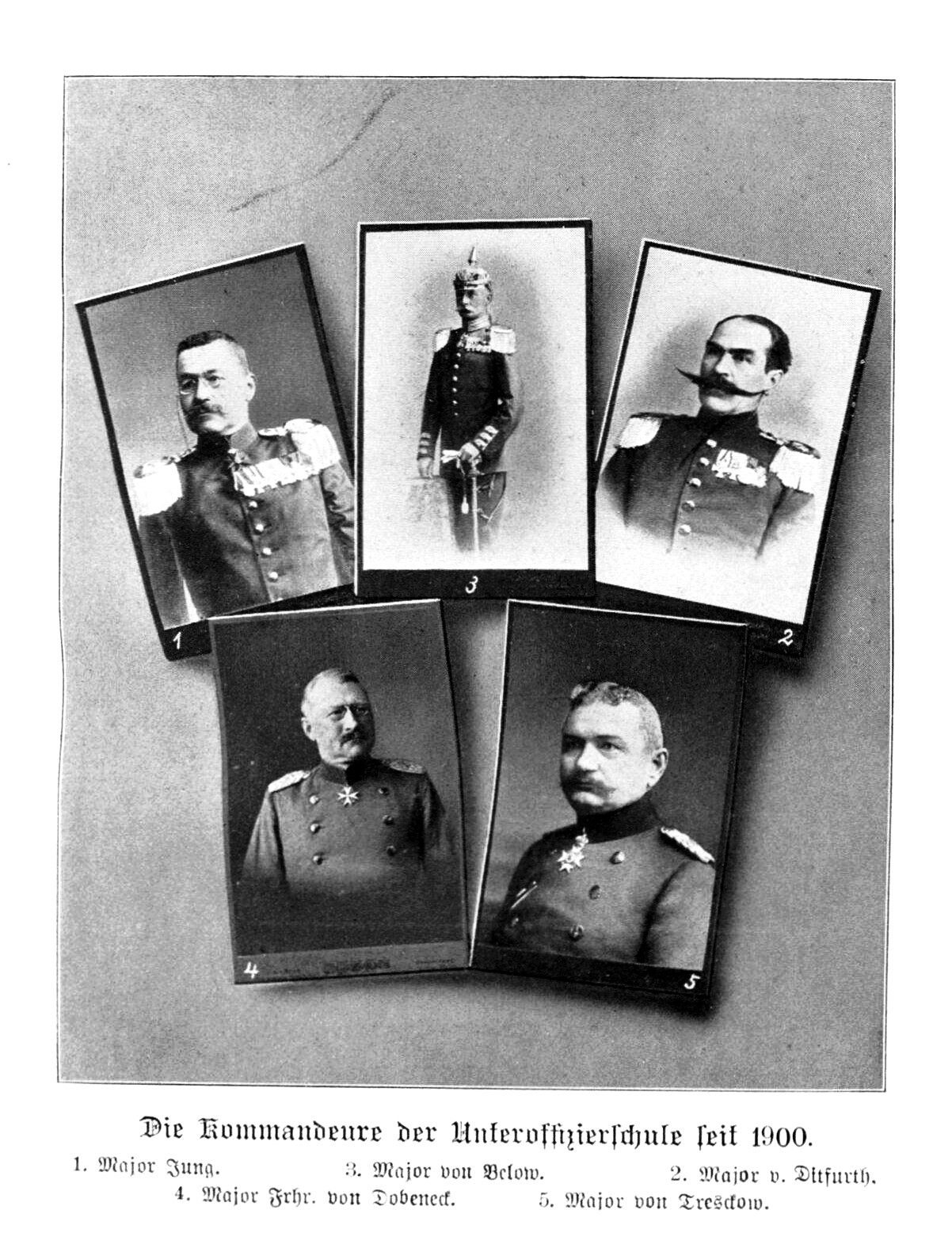
Major Nikolaus von Below (oben in der Mitte) auf einem Bild der Kommandeure der Unteroffizierschule Treptow, ca. 1910.

Nikolaus Friedrich Wilhelm Ferdinand von Below (* 15. Oktober 1855 in Königsberg; † 31. Juli 1915 in Frankfurt am Main) war ein preußischer Generalmajor im Ersten Weltkrieg.

## Leben

### Herkunft
Nikolaus von Below entstammte dem alten Adelsgeschlecht von Below. Er war ein Sohn des späteren preußischen Generalmajors Ferdinand von Below (1812–1870) und dessen Ehefrau Therese, geborene Mauve (1823–1895).

### Militärkarriere
Als Major war er vom 13. Februar 1906 bis 7. Mai 1909 Kommandeur der Unteroffizierschule in Treptow an der Rega. In dieser Position wurde er zum Oberstleutnant befördert. Anschließend wurde er in den Stab des 2. Garde-Regiments zu Fuß versetzt.
Am 22. März 1910 wurde von Below mit der Beförderung zum Oberst zum Kommandeur des 6. Thüringischen Infanterie-Regiments Nr. 95 ernannt und blieb dies bis 21. März 1913. Vom 1. April 1913 bis 30. Mai 1915 war er als Generalmajor Kommandeur der 5. Garde-Infanterie-Brigade.
Bis Mai 1912 war er u. a. mit dem Roten Adlerorden 3. Klasse mit der Schleife, dem Ritterkreuz 2. Klasse mit Eichenlaub des Großherzoglich Badischen Orden vom Zähringer Löwen, dem Komturkreuz 2. Klasse des Herzoglich Sächsischen Haus-Orden, dem Ritterkreuz 1. Klasse des Königlich Norwegischen Orden des Heiligen Olafs, dem Commander des Königlich Siamesischen Weißen Elefantenordens und dem Komtur des Königlich Siamesischen Ordens der Krone ausgezeichnet worden.

### Familie
Am 9. August 1907 heiratete er in Berlin Katharina Elsa Margarete von Below (1868–1949). Die Ehe blieb kinderlos. Seine Frau heiratete später ihren Schwager, Ernst von Below.